# Публій Ліциній Красс Юніан Дамасіпп
Публій Ліциній Красс Юніан Дамасіпп (*Publius Licinius Crassus Iunianus Damasippus бл. 91 до н. е. — 46 до н. е.) — політичний та військовий діяч часів кризи Римської республіки.

## Життєпис
Походив з роду нобілів Юніїв Брутів. Син Луція Юнія Брута Дамасіппа, претора 82 року до н. е. Ймовірно після смерті останнього у 82 році до н. е. був всиновлений Публієм Ліцинієм Крассом Дівом, сином Публія Ліцинія Красса Діва, претора 104 року до н. е.
У 53 році до н. е. обіймав посаду народного трибуна. Під час каденції мав намір підтримати законопроєкт свого колеги Гая Луцилія Гірра про надання диктатури Помпею, але відмовився від цього під впливом Марка Туллія Цицерона.
У 51 році до н. е. обирається претором. У громадянській війні між Гаєм Юлієм Цезарем та Гнеєм Помпеєм Великим, що почалася 49 року до н. е., підтримав останнього. У 49 році до н. е. знаходився в Африці в оточенні нумідійського царя Юби I.
У 48 році до н. е. як помпеянський легат керував Карією. У 46 році до н. е. призначається легатом-пропретором Квінта Цецилія Метелла Сципіона і Марка Порція Катона Молодшого в Африці. Під час битві при Тапсі того ж року перебував в Утіці (столиці провінції Африка), але відплив звідти напередодні здачі міста, залишивши там синів. Разом з Метеллом Сципіоном прямував морем до Іспанії, але загинув неподалік від Африки в битві з ескадрою цезаріанця Публія Сіттія.

## Родина
- Публій Ліциній Красс Дамасіпп
- Луцій Ліциній Красс Дамасіпп